# Stanko Primorac
Stanko Primorac Ćane (Ljubuški, 15. siječnja 1969.), hrvatski bosanskohercegovački političar i predsjednik HSP-a BiH od 2015. Trenutno je zastupnik u Skupštini Županije Zapadnohercegovačke od 2014. Bio je zastupnik u Zastupničkom domu Parlamenta FBiH od 2002. do 2014.

## Životopis
Rođen je u Ljubuškom u Bosni i Hercegovini. Služio je vojni rok u Jugoslavenskoj narodnoj armiji.
Početkom 1991. počinje se baviti politikom i pristupa Hrvatskoj stranci prava sa sjedištem u Zagrebu. Iste godine, jedan je od utemeljitelja ogranka stranke u BiH.
Uskoro odlazi u Hrvatsku i priključuje se Hrvatskoj vojsci te se bori u IX. bojni HOS-a sa sjedištem u Splitu.
Kako se i u BiH sve više zaoštravala situacija, krajem 91. dobiva častan otpust iz HV-a kako bi mogao ići braniti rodno mjesto. Odmah po dolasku u Ljubuški pristupa tek osnovanom HOS-u Hercegovine.
Kao iskusan borac, napreduje u činovima i stječe čin bojnika. Osniva bojnu HOS-a u Čapljini, te je uz uobičajene dužnosti na bojišnici, služio i kao časnik za vezu između Ratnog Stožera HOS-a Hercegovine na čelu s pukovnikom Blažom Kraljevićem i generala Hrvatskog vijeća obrane Slobodana Praljka, koji je zapovjedao obranom Čapljine.
U operaciji "Lipanjske zore" predvodi postrojbe HOS-a Hercegovine u osvajanju srpskih uporišta u selima Klepci, Tasovčići i Prebilovci. Tom prilikom je bio i ranjen ali se brzo vratio u postrojbu.
Nakon što je poginuo zapovjednik HOS-a Hercegovine Blaž Kraljević 9. kolovoza 1992., Primorac preuzima zapovjedništvo u Stožeru HOS-a u Ljubuškom, i postaje zapovjednik cjelokupnog HOS-a Hercegovine. Zajedno s general-bojnikom HOS-a Antom Prkačinom, pregovarao je s vodstvom HVO-a o smirivanju odnosa HOS-a i HVO-a, jer je sukob mogao rezultirati hrvatskim građanskim ratom u BiH. Pripadnicima HOS-a je dopušteno da zadrže svoje znakovlje ali HOS u Hercegovini se morao podrediti HVO-u.
Na zatjev Glavnog stožera HVO-a, početkom rujna 1992. je u Ljubuškom postrojena I. bojna HOS-a, od 300 pripadnika, koju je Primorac poveo u Bosansku Posavinu. U kaosu tijekom pada Posavine, dio HOS-ovaca koji su tamo otišli izgubili su život.
Nakon odlaska iz Posavine, Primorcu je nuđeno da se vrati u Hrvatsku vojsku ali on je na poziv generala Praljka prešao u HVO. Početkom srpnja 1993. postao je zapovjednik 4. brigade HVO-a, sa sjedištem u Ljubuškom. Do tada se već uvelike bio razmahao hrvatsko-bošnjački sukob. Primorac je odbijao zapovjedi Mate Bobana i Vice Vukojevića da vodi 4. brigadu u borbu protiv Armije RBiH pa je 16. siječnja 1994. smijenjen s položaja.
Nakon rata, Primorac se ponovno angažirao u HSP-u. Danas je predsjednik HSP-a BiH i zastupnik je u Skupštini Županije Zapadnohercegovačke.

## Vanjske poveznice
- Stanko Primorac o svom ratnom putu  Arhivirana inačica izvorne stranice od 24. rujna 2015. (Wayback Machine)